# Rhipicephalus longicoxatus
Rhipicephalus longicoxatus är en fästingart som beskrevs av Neumann 1905. Rhipicephalus longicoxatus ingår i släktet Rhipicephalus och familjen hårda fästingar. Inga underarter finns listade i Catalogue of Life.